# Розвал (гірництво)
Розвал (рос. развал, англ. blasted rock, нім. abgelöstes Gestein n) — 
- 1) Зона, в якій гірська порода відбита, роздрібнена і розпушена вибухом ВР. Ширина розвалу — відстань між нижньою брівкою уступу після вибуху і нижньою брівкою розвалу.
- 2) Власне відбита гірська порода.